# Tovarnianska Polianka
Tovarnianska Polianka é um município da Eslováquia, situado no distrito de Vranov nad Topľou, na região de Prešov. Tem 4,24 km² de área e sua população em 2018 foi estimada em 116 habitantes.

## Demografia
| Ano:        | 1994 | 2004    | 2014    | 2024   |
| ----------- | ---- | ------- | ------- | ------ |
| Broj ljudi: | 138  | 124     | 111     | 102    |
| Razlika:    |      | -10,14% | -10,48% | -8,10% |

| Ano:               | 2023 | 2024   |
| ------------------ | ---- | ------ |
| Número de pessoas: | 105  | 102    |
| Diferença:         |      | -2,85% |